# Carl Robert Jakobson
Carl Robert Jakobson, född 26 juli 1841, död 19 mars 1882, var en estländsk politiker och journalist.
Carl Robert Jakobson var ursprungligen lärare, från 1870-talet en av de ledande i den estniska nationalitetsrörelsen, från 1878 utgivare av tidningen Sakala. Jakobson krävde att estniskan skulle likställas med tyskan som förvaltningsspråk i de estniska landskapen, att dessa skulle förenas till en politisk enhet och att adelsprivilegierna där skulle avskaffas. Han sökte och fick stöd för sitt program hos slavofilerna i Ryssland men råkade till följd av sin radikalism och ryska orientering i opposition mot de ledande männen inom det estniska nationalitetsrörelsen. Hans verksamhet var dock av stor betydelse för stärkandet av det estniska nationalitetsmedvetandet.